# Oecetis kalyuga
Oecetis kalyuga är en nattsländeart som beskrevs av Schmid 1995. Oecetis kalyuga ingår i släktet Oecetis och familjen långhornssländor. Inga underarter finns listade i Catalogue of Life.